# 帕维尔·费佳耶夫
帕维尔·米哈伊洛维奇·费佳耶夫（羅馬化：Pavel Mikhaylovich Fedyayev；1982年7月31日—）是俄罗斯政治人物，第六届、第七届和第八届国家杜马的代表。
2004年从库兹巴斯国立技术大学毕业后，他开始在JSC Chernigovets担任经济学家。2005年至2011年，他在克麦罗沃和莫斯科的控股公司“西伯利亚商业联盟”工作；该控股公司的创始人是其父亲米哈伊尔·费德亚耶夫。2011年，他当选克麦罗沃州选区第六届国家杜马代表。费德亚耶夫连任第七届和第八届国家杜马议员。

## 制裁
费佳耶夫于2022年因俄乌战争而受到英国政府制裁。